# Tripterospermum alutaceifolium
Tripterospermum alutaceifolium là một loài thực vật có hoa trong họ Long đởm. Loài này được (Liu & Kuo) J. Murata miêu tả khoa học đầu tiên năm 1989.